# Меленцин (Нижньосілезьке воєводство)
Меленцин (пол. Mielęcin) — село в Польщі, у гміні Жарув Свідницького повіту Нижньосілезького воєводства.
Населення — 170 осіб (2011).
У 1975-1998 роках село належало до Валбжиського воєводства.

## Демографія
Демографічна структура станом на 31 березня 2011 року:
|          | Загалом | Допрацездатний вік | Працездатний вік | Постпрацездатний вік |
| -------- | ------- | ------------------ | ---------------- | -------------------- |
| Чоловіки | 77      | 17                 | 52               | 8                    |
| Жінки    | 93      | 21                 | 54               | 18                   |
| Разом    | 170     | 38                 | 106              | 26                   |